# عطاء بن السائب
عطاء بن السائب الثقفي، ( - 136 هـ) تابعي ومحدث الكوفة من موالي ثقيف.

## سيرته
يكنى أبا زيد، طلب الحديث النبوي، سكن الكوفة، وكان ثقةً، وقد روى عنه المتقدّمون. وقد كان تغيّر حفظه بأَخَرَةٍ واختلط في آخر عمره.  وقال أحمد بن حنبل: «كان عطاء بن السائب من خيار عباد الله، كان يختم القرآن كل ليلة». توفي سنة 136 هـ.

## روايته للحديث
- حدث عن: إبراهيم النخعي، وأبي مسلم الأغر، وأنس بن مالك، وبريد بن أبي مريم السلولي، وبلال بن بقطر، وحرب بن عبيد الله الثقفي، والحسن البصري، وأبي ظبيان حصين بن جندب، وحكيم بن أبي يزيد، وذر بن عبد الله الهمداني، وزاذان أبي مر الكندي، وزياد أبي يحيى مولى الأنصار، وسالم البراد، وأبيه السائب الثقفي، وسعد بن عبيدة، وسعيد بن جبير، وسعيد بن عبد الرحمن بن أبزى، وأبي وائل شقيق بن سلمة الأسدي، وطاووس بن كيسان، وعامر الشعبي، وعبد الله بن أبي أوفى، وعبد الله بن بريدة، وعبد الله بن حفص بن أبي عقيل الثقفي، وعبد الله بن ربيعة السملي، وعبد الله بن عبيد بن عمير، وعبد خير الهمذاني، وعبد الرحمن بن أبي ليلى، وعرفجة بن عبد الله الثقفي، وعكرمة مولى ابن عباس، وعمرو بن حريث المخزومي، وعمرو بن ميمون الأودي، والقاسم بن عبد الرحمن بن عبد الله بن مسعود، كثير بن جمهان، ومجاهد بن جبر المكي، ومحارب بن دثار، ومرة الطيب، وأبي الضحى مسلم بن صبيح، وأبي جهضم موسى بن سالم، وميسرة أبي جميلة الطهوي، وميسرة أبي صالح، ويعلى بن مرة، وأبي البختري الطائي، وأبي بكر بن أبي موسى الأشعري، وأبي حفص بن عمر، وأبي رزين الأسدي، وأبي سلمة بن عبد الرحمن بن عوف، وأبي عبد الرحمن السلمي، وأبي عبيدة بن عبد الله بن مسعود.
- حدث عنه: إبراهيم بن طهمان، وإسماعيل بن أبي خالد، وإسماعيل بن علية، وأبو وكيع الجراح بن مليح، وجرير بن عبد الحميد، وجعفر بن زياد الأحمر، وجعفر بن سليمان الضبعي، والحسن بن عبيد الله النخعي، وحماد بن زيد، وحماد بن سلمة، وخالد بن عبد الله الواسطي، وخالد بن يزيد بن عمر بن هبيرة الفزاري، وخلف بن خليفة، وروح بن القاسم، وزائدة بن قدامة الثقفي، وزهير بن معاوية، وزياد بن عبد الله البكائي، وسفيان الثوري، وسفيان بن عيينة، وسليمان بن معاذ الضبي، وسليمان الأعمش، وسليمان التيمي، وأبو الأحوص سلام بن سليم، وشريك بن عبد الله بن أبي نمر، وشعبة بن الحجاج، وعبد الله بن الأجلح، وعبد الرحمن بن محمد المحاربي، وعبد السلام بن حرب، وعبد العزيز بن عبد الصمد العمي، وعبد الملك بن جريج، وعبيدة بن حميد، وعثمان بن زائدة، وعلي بن عاصم، وعمار بن رزيق، وعمار بن محمد الثوري، وعمر بن عبيد الطنافسي، وعمران بن عيينة، والعوام بن حوشب، ومحمد بن فضيل بن غزوان، ومحمد بن قيس الأسدي، ومسعر بن كدام، وموسى بن أعين، ونصير بن أبي الأشعث، وهشيم بن بشير، وأبو عوانة الوضاح بن عبد الله، ويحيى بن سعيد القطان، وأبو كدينة يحيى بن المهلب، وأبو إسحاق الفزاري، وأبو بكر بن عياش، وأبو جعفر الرازي، وأبو يحيى التيمي الأحول.[5]
- منزلته في الجرح والتعديل: قال يحيى بن سعيد القطان: «ما سمعت أحدًا من الناس يقول في عطاء بن السائب شيئا قط في حديثه القديم، وما حدث سفيان وشعبة عن عطاء بن السائب صحيح إلا حديثين كان شعبة يقول: سمعتهما بأخرة عن زاذان». قال يحيى بن معين: «اختلط لا يحتج بحديثه، فمن سمع منه قديمًا فهو صحيح»، وقال أبو حاتم الرازي: «محله الصدق صالح مستقيم الحديث قبل أن يختلط، ثم تغير بآخره، سمع منه حماد بن زيد قبل أن يتغير »، وقال ابن سعد: «ثقة تغير حفظه بآخره واختلط.». وقال أحمد بن حنبل: «عطاء بن السائب ثقة ثقة رجل صالح.». وقال أيضًا: | عطاء بن السائب | من سمع منه قديما كان صحيحا، ومن سمع منه حديثا لم يكن بشيءٍ، سمع منه قديما شعبة وسفيان، وسمع منه حديثا جرير وخالد بن عبد الله وإسماعيل وعلي بن عاصم، وكان يرفع عن سَعِيد بن جبير شيئا لم يكن يرفعها. | عطاء بن السائب |

روى له أصحاب الكتب الأربعة.

## وصلات خارجية
- مرويات عطاء بن السائب وأثر اختلاطه في قبولها أو ردها نسخة محفوظة 20 مارس 2024 على موقع واي باك مشين..